# Єрун Дюббелдам
Єрун Дюббелдам (нід. Jeroen Dubbeldam, 15 квітня 1973) — нідерландський вершник.
Учасник Олімпійських Ігор 2000, 2016 років.